# Kościół Sant’Alvise
Kościół Sant’Alvise (nazwa w języku weneckim, wł. chiesa di San Ludovico Vescovo, pl. kościół św. Ludwika z Tuluzy) – rzymskokatolicki kościół w Wenecji w dzielnicy (sestiere) Cannaregio. Administracyjnie należy do Patriarchatu Wenecji. Jest kościołem parafialnym parafii pod tym samym wezwaniem, wchodzącej w skład dekanatu Cannaregio - Estuario. 
Wśród zgromadzonych w jego wnętrzu dzieł sztuki wyróżniają się trzy obrazy Giambattisty Tiepola, przedstawiające sceny z Męki Pańskiej.

## Historia
Klasztor i kościół Sant’Alvise zostały zbudowane w 1388 roku na polecenie weneckiej szlachcianki, Antonii Venier, której, według tradycji, 5 lat wcześniej ukazał się kilkakrotnie we śnie św. Ludwik, biskup Tuluzy i nakazał jej zbudowanie kościoła na swoją cześć, wskazując przy tym miejsce, na którym kościół ten miał powstać. Później Venier wraz z grupą kobiet, zwolenniczek nauk św. Augustyna, przeniosła się do klasztoru. Pierwotne drewniane obiekty zostały przebudowane w 1430 roku, w znacznej mierze dzięki hojności papieża Marcina V. Później znalazły tu schronienie również augustianki z Serravalle. W XVII wieku kościół został przebudowany, zyskując obecny wygląd.
Na mocy dekretu napoleońskiego Królestwa Włoch z 5 czerwca 1805 roku (oraz kolejnych dekretów) zainicjowano w Wenecji proces kasat i przekształceń kościołów i klasztorów oraz zmian granic parafii. W 1807 roku przeniosły się tu zakonnice z pobliskiego klasztoru Santa Caterina. Na mocy dekretu z 25 kwietnia 1809 roku wspólnota augustiańska została 12 maja następnego roku zniesiona. Klasztor Sant’Alvise stał się schroniskiem dla porzuconych dziewcząt, a kościół przekształcono w kościół parafialny. W 1847 roku, po zburzeniu klasztoru Santa Lucia w związku z budową stacji kolejowej, klasztor Sant’Alvise został przekazany kanosjankom, które nadal w nim mieszkają zajmując się opieką i edukacją biednych i opuszczonych dziewcząt. Tutaj również założyły szkołę specjalną dla głuchoniemych, trzecią tego rodzaju we Włoszech. W tym klasztorze, w 1893 roku rozpoczęła nowicjat i mieszkała przez kilka lat św. Józefina Bakhita.
W latach 1989–1991 kościół został odrestaurowany.

## Architektura
Kościół Sant'Alvise jest położony na północnym krańcu dzielnicy Cannaregio. Obiekt, widoczny z dwóch stron, otoczony jest rozległymi zabudowaniami dawnego klasztoru augustianek, później kanosjanek.

### Fasada
Fasada, pierwotnie zamknięta trójkątnie, zbudowana z nieotynkowanej cegły, podzielona jest pionowo sześcioma lizenami, połączonymi u góry arkadkowym gzymsem. Część środkowa jest zwieńczona trójkątnym szczytem. Znajduje się w niej oculus i portal główny z wysokim trójkątnym zwieńczeniem, w którym umieszczony jest XV-wieczny posąg św. Ludwika. Elewacja boczna (z lewej strony), również z cegły, zawiera pozostałości barokowe na pierwotnym, gotyckim tle.

### Kampanila
Wysoka na 26 metrów ceglana kampanila pochodzi z XIV wieku. Jest zwieńczona stożkowym hełmem, otoczonym czterema małymi wieżyczkami. W XVII wieku hełm został zastąpiony ośmiobocznym bębnem. Podczas remontu w 1910 roku przywrócono kampanili pierwotny wygląd. Jej dzwony są uruchamiane elektromechanicznie.

## Wnętrze
Wnętrze jest jednonawowe. Z dzieł sztuki zdobiących wnętrze wyróżniają się trzy obrazy Giambattisty Tiepola, zwłaszcza poruszające Wejście Chrystusa na Kalwarię, a także Włożenie korony cierniowej i Ubiczowanie (1737–1740).

### Prezbiterium
Wzdłuż ścian ustawione są ołtarze. Prezbiterium, przeprojektowane pod koniec XVIII wieku, wciąż zachowuje pewne cechy oryginalnej, gotyckiej budowli, widoczne w sklepieniu krzyżowym i dwóch oknach. Ołtarz główny znajduje się za barokową balustradą. Na lewej ścianie wisi płótno Modlitwa Chrystusa w Ogrójcu Angela Trevisaniego, a na prawej – Wejście Chrystusa na Kalwarię Giovanniego Battisty Tiepola, zrealizowany na zamówienie szlachcica Alvise Cornera.

#### Organy
Organy, usytuowane za ołtarzem głównym, w apsydzie, zbudował w 1760 roku Nicolò Moscatelli. Mają one 19 głosów.

### Nawa
Freski na suficie w stylu trompe l'oeil są dziełem Antonia Torriego i Pietra Ricchiego.

#### Prawa ściana
Po prawej stronie prezbiterium, na przedniej ścianie nawy, nad ołtarzem, wisi obraz Adoracja Trzech Króli pędzla Stefana Paoluzziego. Na ścianie bocznej wiszą dwa duże płótna Giovanniego Battisty Tiepola, Włożenie korony cierniowej i Ubiczowanie. Za nimi znajduje się obraz Ostatnia wieczerza, przypisywany Girolamowi da Santacroce. Dalej stoi XVII-wieczny ołtarz św. Ludwika z Tuluzy, bogaty w marmur i posągi. W centralnej niszy widnieje polichromowany, drewniany posąg św. Ludwika, przedstawionego jako młody biskup, ubrany w habit franciszkański, z koroną u stóp. Flankują go dwa marmurowe posągi: Św. Jan Chrzciciel i Św. Antoni, dzieła szkoły Jacopa Sansovina. Pod XVIII-wiecznymi kratami, za którymi niegdyś znajdowało się przejście łączące kościół z klasztorem sióstr, wisi wielkowymiarowe płótno Święty Ludwik przyjmujący sakrę biskupa Tuluzy Pietra Daminiego.

#### Lewa ściana
Po lewej stronie prezbiterium, na przedniej ścianie nawy, nad ołtarzem Matki Bożej Bolesnej, wisi obraz Adoracja pasterzy pędzla Stefana Paoluzziego. W przedniej części ściany bocznej, wokół ambony ustawione zostały drzwiczki starych organów z obrazami: Zwiastowanie, Św. Ludwik i Św. Augustyn, przypisywanymi szkole Bonifacia de' Pitati. Po ich lewej stronie stoi okazały XVIII-wieczny ołtarz Matki Bożej Różańcowej, bogaty w marmury, posągi i płaskorzeźby. W centralnej niszy, na złotym, mozaikowym tle znajduje się marmurowy posąg Matki Bożej z puttami, natomiast w bocznych niszach - marmurowe posągi Św. Dominik i Św. Teresa, przypisywane Giovanniemu Marii Morlaiterowi.

### Barco
Nad wejściem znajduje się barco, podwieszony chór wsparty na dwóch smukłych kolumnach. Zbudowany w XV wieku jest jedną z pierwszych konstrukcji tego typu w Wenecji. Kuta krata pochodzi z XVIII wieku. Służyła ona do zasłonięcia podczas nabożeństwa zakonnic, które wchodziły na barco z przylegającego klasztoru. Podobna krata poniżej, na prawej ścianie zasłaniała je, kiedy schodziły, by przyjąć komunię. Pod barco, po prawej stronie wejścia wisi osiem tabliczek temperowych o tematyce starotestamentowej pędzla następcy Lazzara Bastianiego: Kolos na glinianych nogach, Salomon i Królowa Saby, Tobiasz z archaniołem Rafałem, Rachela u źródła, Złoty Cielec, Odnalezienie Józefa, Jozue i wzięcie Jerycha, Ubóstwo Hioba. Na lewo od wejścia wisi płótno Wieczerza w domu faryzeusza, kopia obrazu zrealizowanego przez Paola Veronese dla klasztoru San Bastian, obecnie w zbiorach Pinakoteki Brera. Nad kolumnami podtrzymującymi barco umieszczono posągi: Św. Jan Chrzciciel i Zbawiciel, oba z połowy XVI wieku.

Wnętrze
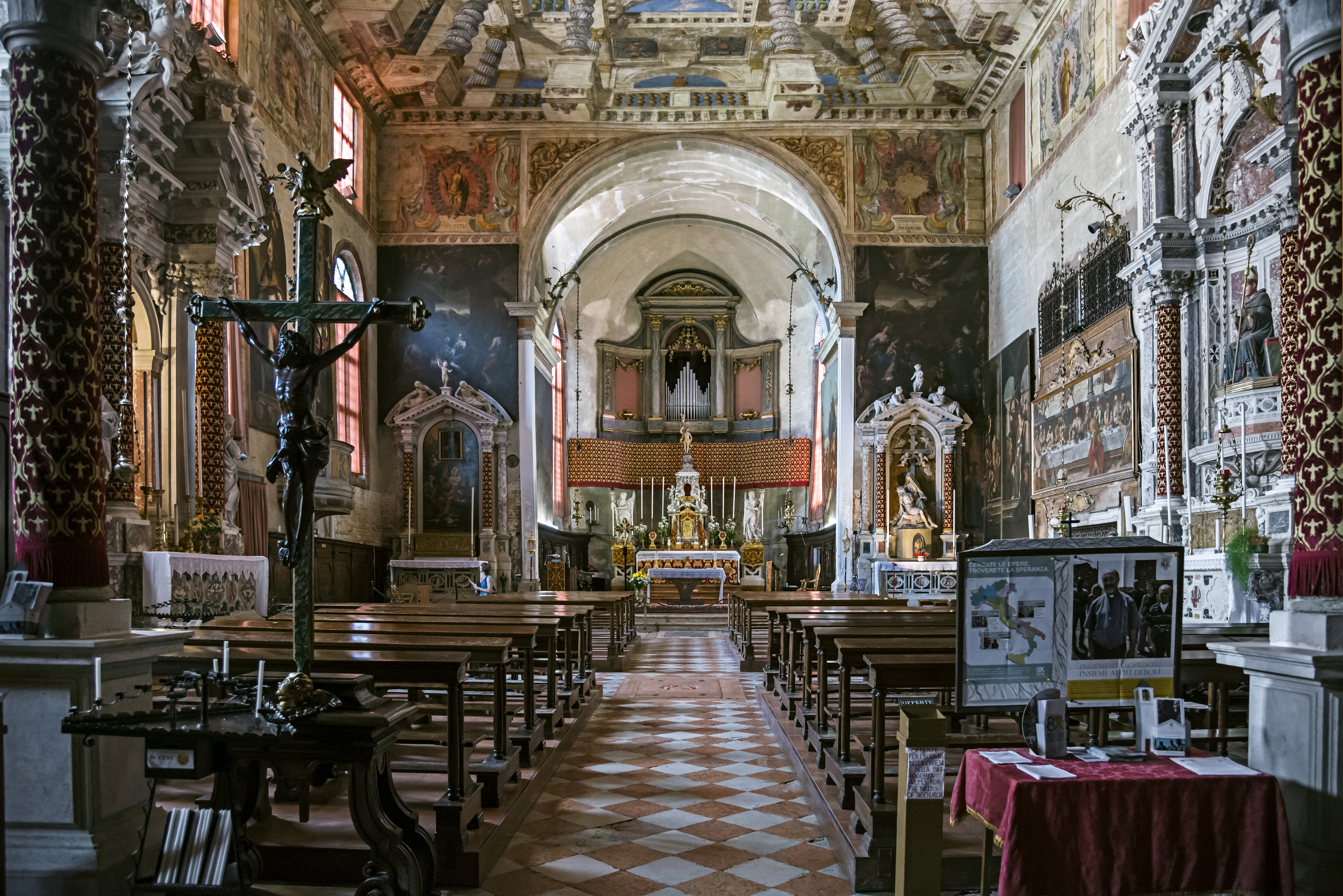
Nawa
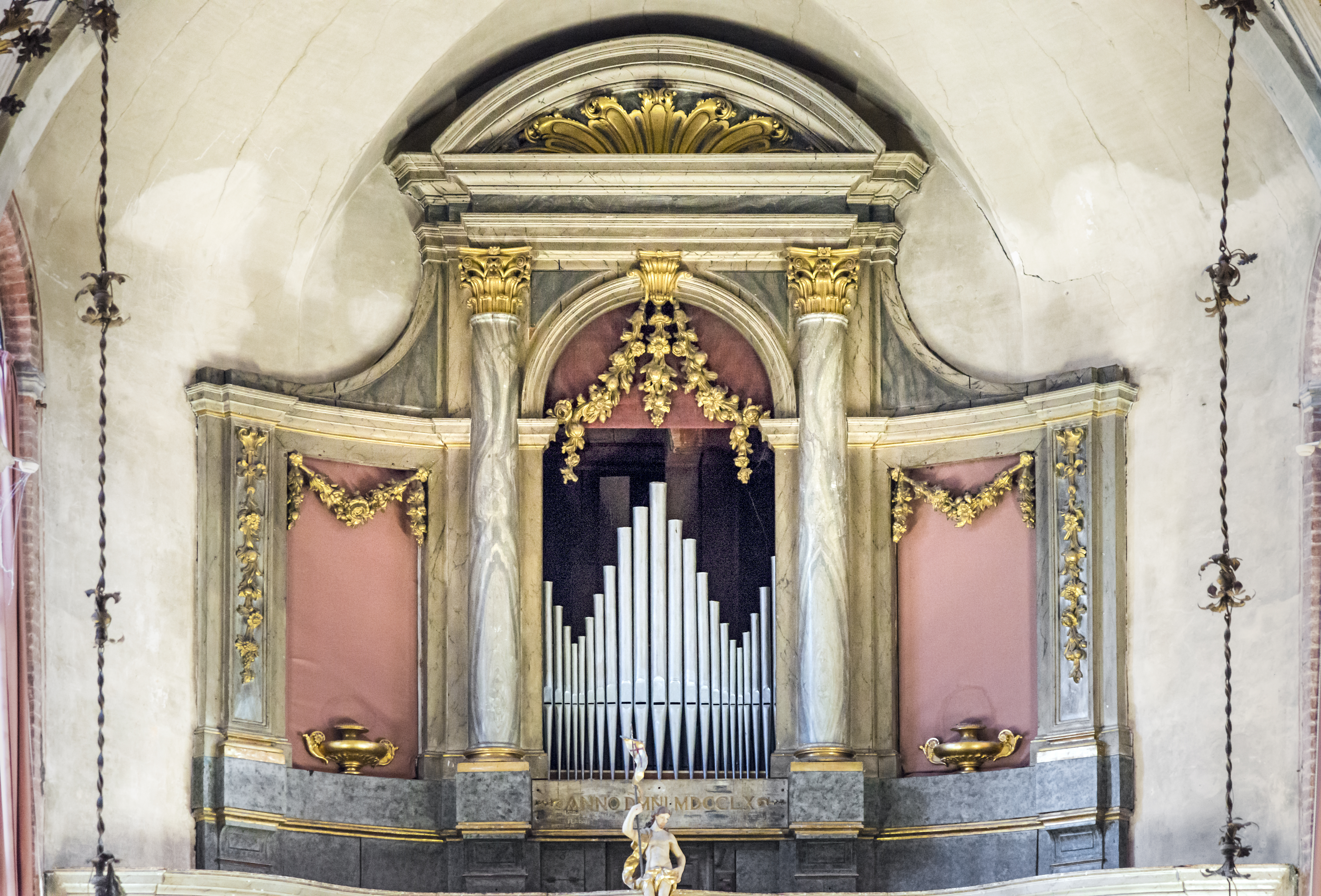
Organy
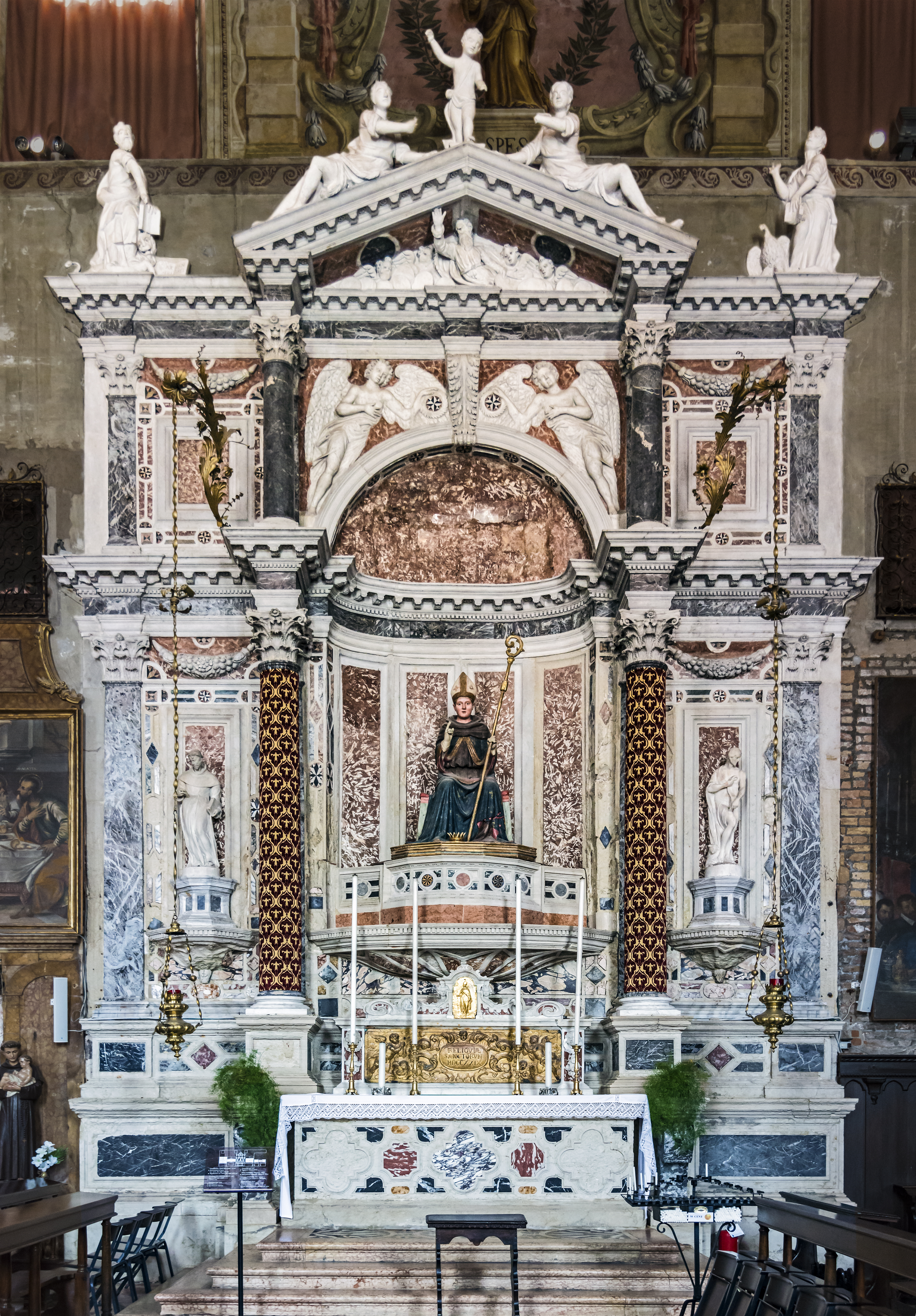
Ołtarz św. Ludwika z Tuluzy
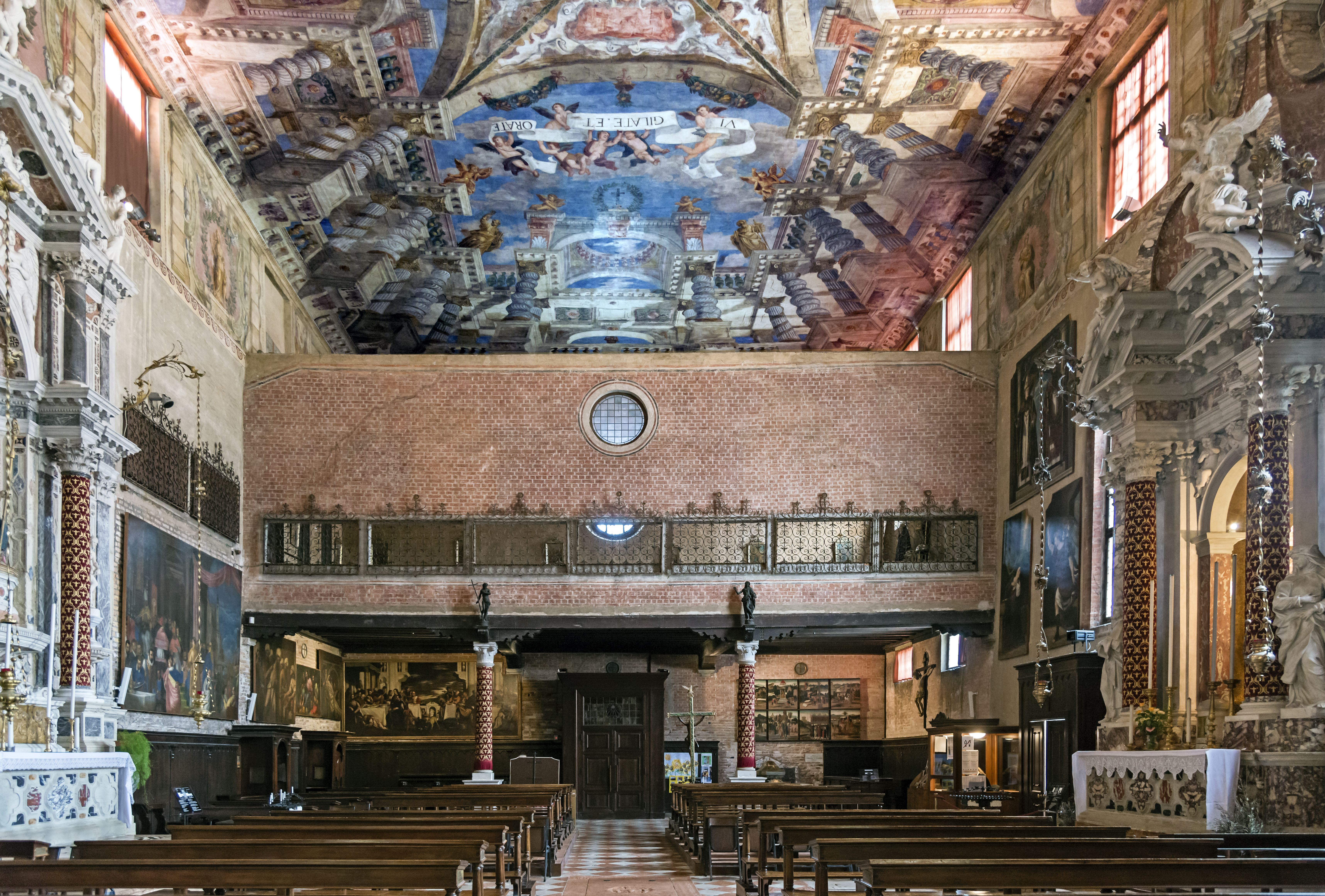
Barco

Obrazy
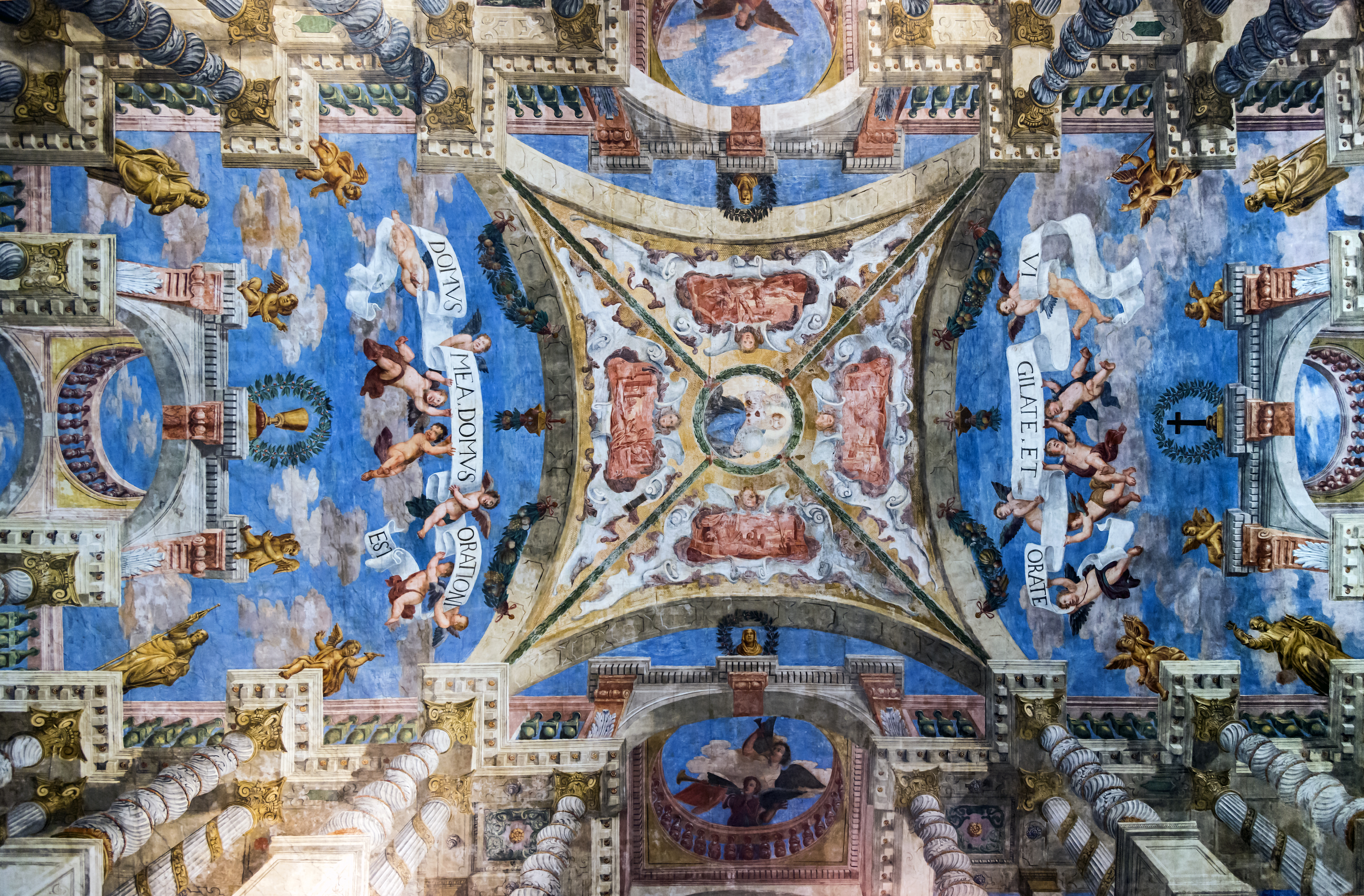
Pietro Antonio Torri i Pietro Ricchi, Niebiańskie Jeruzalem
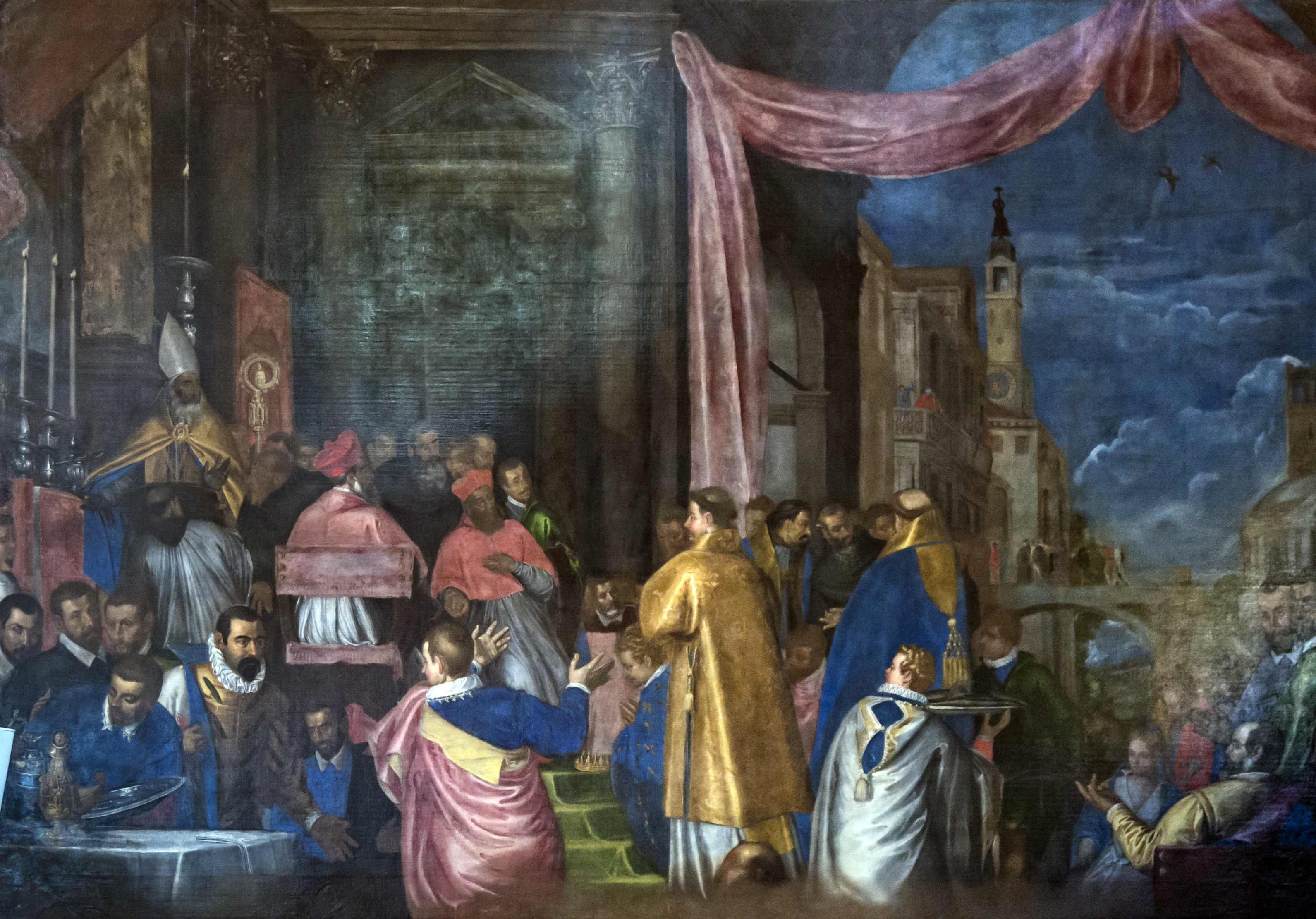
Pietro Damini, Święty Ludwik przyjmujący sakrę biskupa Tuluzy
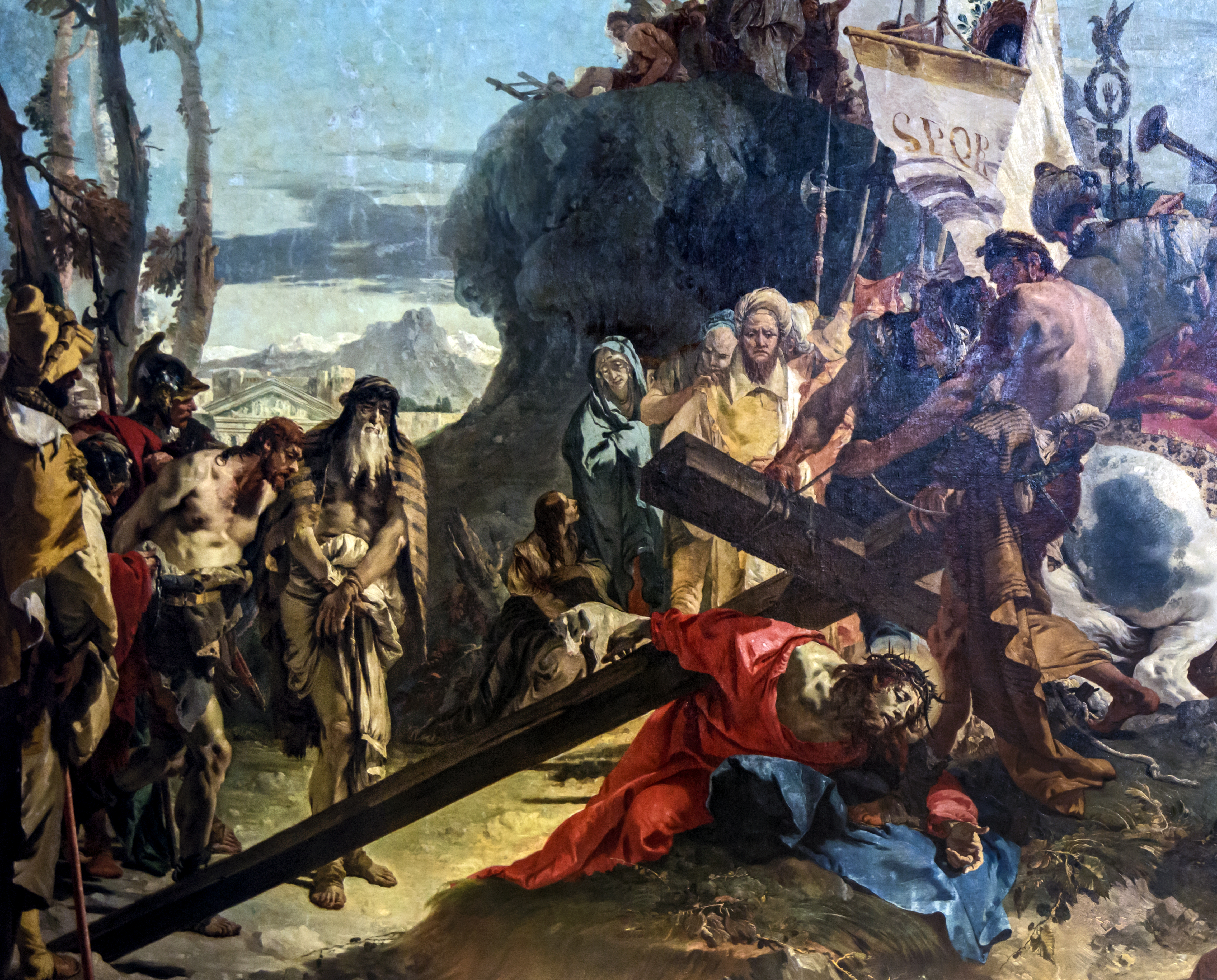
Giovanni Battista Tiepolo, Wejście Chrystusa na Kalwarię
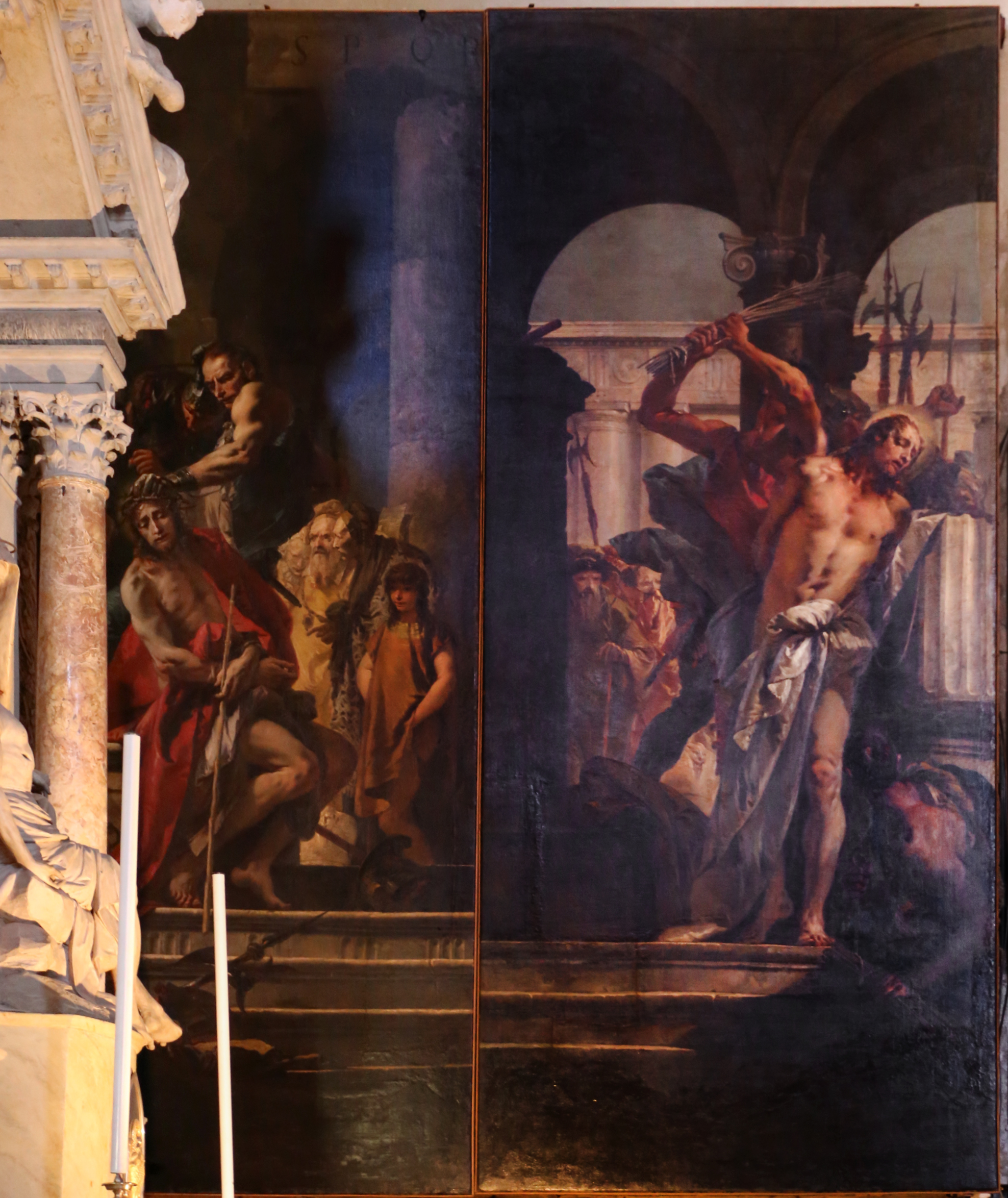
Giovanni Battista Tiepolo, Włożenie korony cierniowej i Ubiczowanie
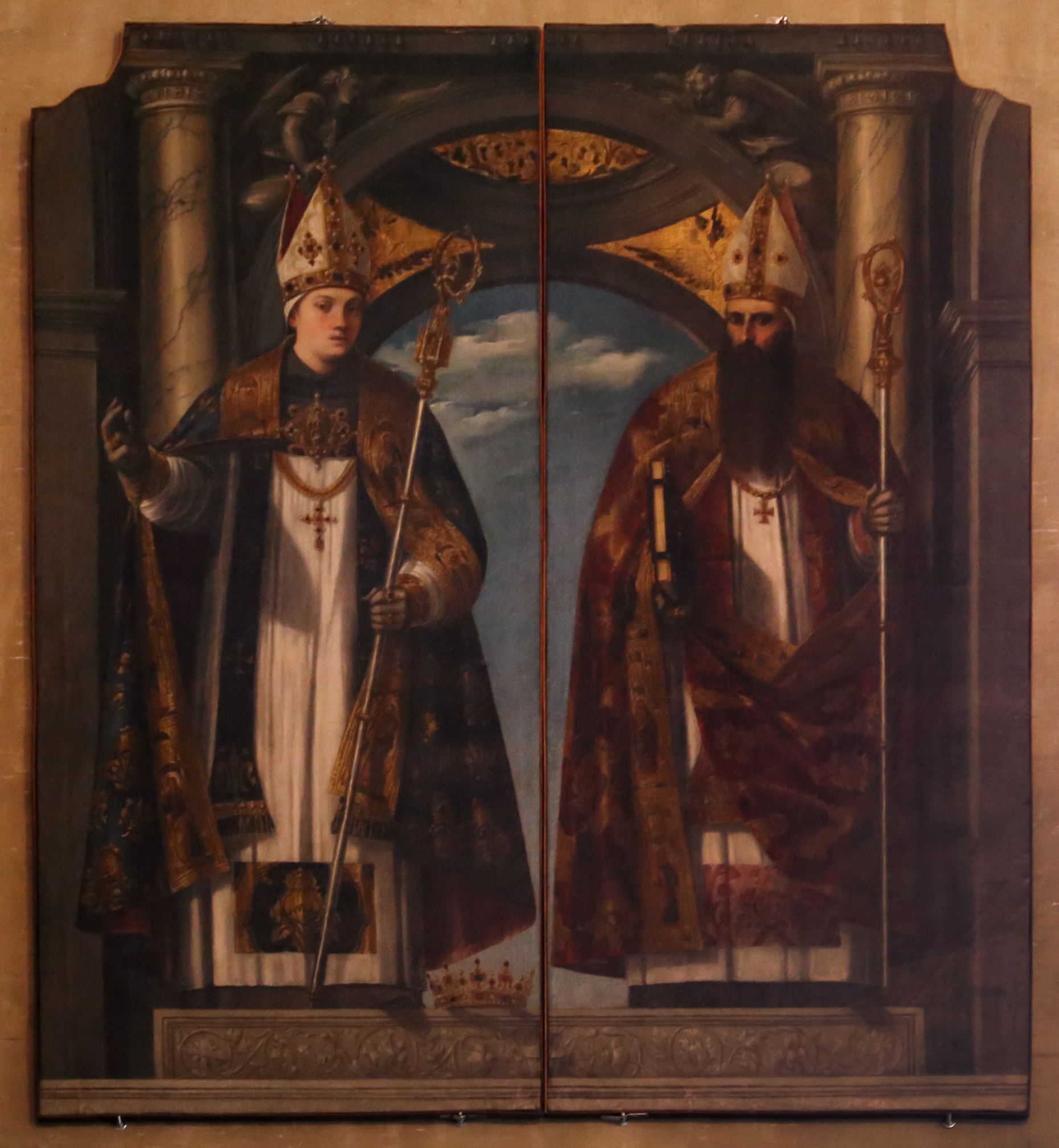
Bonifacio de' Pitati, Święci Augustyn i Apolinary

## Klasztor
Klasztor, przylegający do kościoła z prawej strony, zbudowany został na obszarze pomiędzy kanałami Rio de Sant’Alvise a Rio dei Zechini. Kompleks klasztorny wznosi się wokół dwu krużganków. Z pierwszego pozostało tylko kilka fragmentów, z drugiego natomiast zachował się cały ganek z gotyckimi kolumnami i kapitelami, na których wspierają się półkoliste łuki arkad. Pośrodku odsłoniętego dziedzińca znajduje się studnia i oryginalne posadzki z terakoty, będące przykładem odprowadzania wody deszczowej w średniowiecznym mieście.